# Medusa Pool
Der Medusa Pool ist eine durch die Gezeiten geprägte Lagune an der Küste von Candlemas Island im Archipel der Südlichen Sandwichinseln. Sie liegt auf der Westseite der zentralen Tiefebene der Insel. Über die Sea Serpent Cove besteht eine Verbindung zum offenen Meer.
Das UK Antarctic Place-Names Committee benannte die Lagune 1971 nach der Medusa aus der griechischen Mythologie.